# Magude (province de Maputo)
Magude est une ville de la province de Maputo, au sud du Mozambique.

## Histoire

### Accident ferroviaire
Le 27 mars 1974, un accident provoque la mort de 70 personnes et fait 200 blessés.

## Administration
C'est le siège du district de Magude.